# Nikon D1
Nikon D1 — профессиональная цифровая однообъективная зеркальная камера фирмы Nikon выпускавшаяся с 1999 по 2001 год. Цена (камеры без объектива) на момент анонса 15 июня 1999 года составляла около 5500 $. Пылевлагозащищенный корпус камеры выполнен из магниевого сплава и имеет несъемную ручку для вертикальной съемки. Продублированы и органы управления. Камера оснащена интерфейсом IEEE 1394 (FireWire) и видеовыходом (NTSC/PAL).
Одна из примечательных особенностей камеры — её затвор. Он отрабатывает выдержку синхронизации вплоть до 1/500 секунды, а самая короткая отрабатываемая выдержка — 1/16 000 секунды.

## D1H, D1X

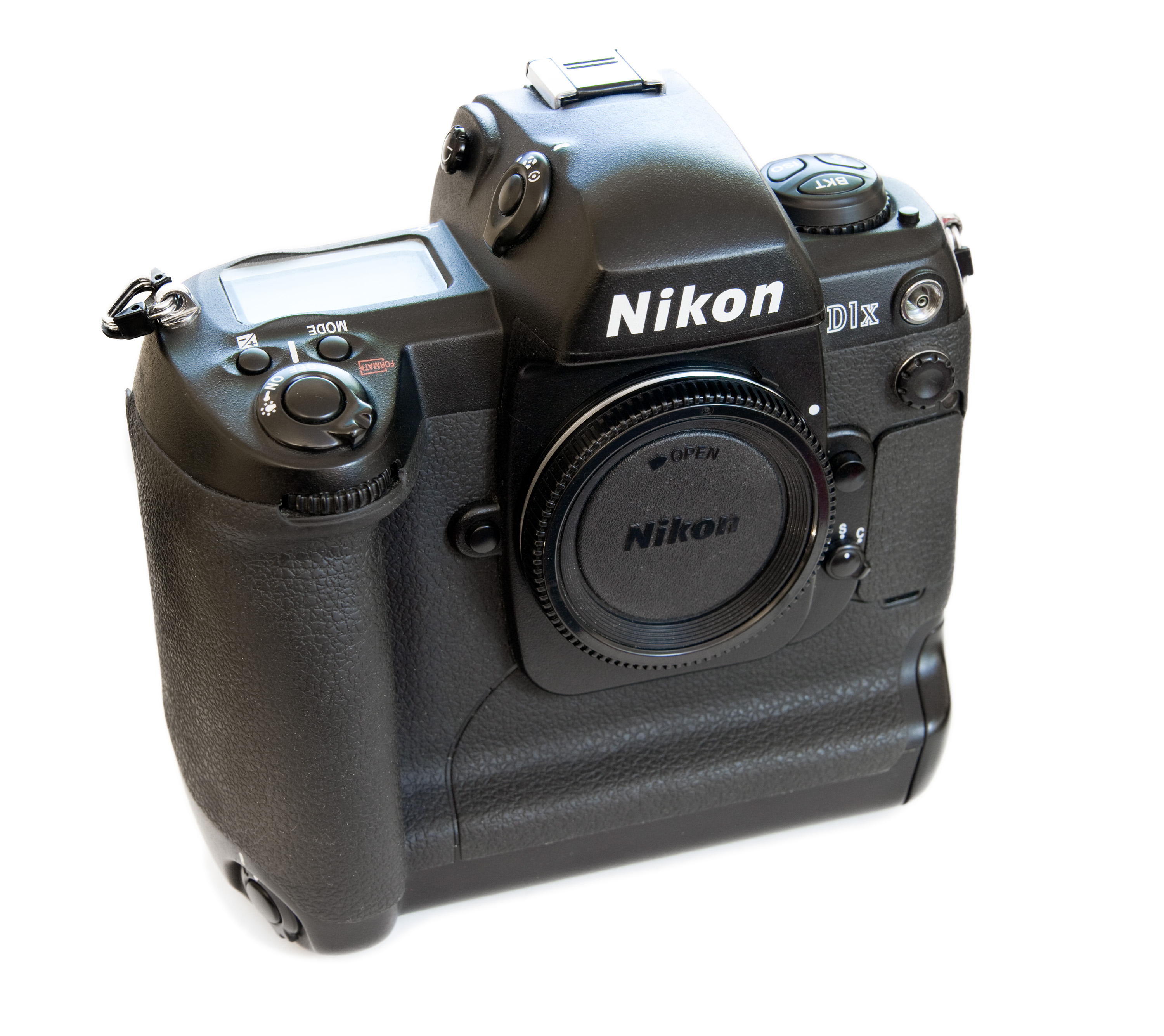
Nikon D1X

На смену D1 были выпущены камеры D1H и D1X 5 февраля 2001 г. D1X обладала увеличенным разрешением получаемого снимка — 3,008 × 1,960, при матрице на 5.3 эффективных Мпикс, и скоростью серийной съёмки в 3 кадра в секунду для серии до 21 снимка. D1H была ориентирована на профессионалов, нуждавшихся в более скоростной съемке, и имела ту же 2.7 Мпикс матрицу, как и D1, но обладала большей скоростью серийной съёмки — 5 кадров в секунду и, что более важно, куда большим буфером, который вмещал теперь до 40 последовательных снимков. И D1H, и D1X использовали пространство цветов sRGB/AdobeRGB, что было значительным усовершенствованием после D1.